# Augusta Karoline of Cambridge

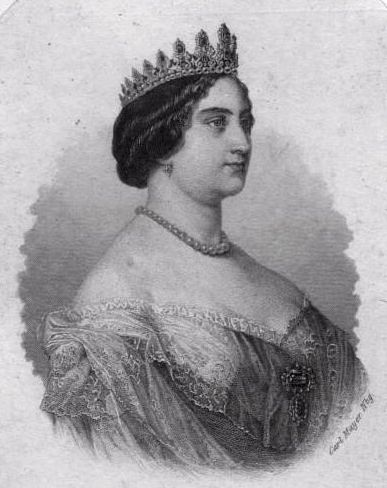
Prinzessin Augusta Karoline, die spätere Großherzogin

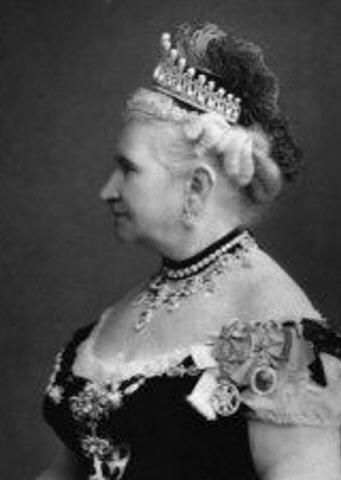
Großherzogin von Mecklenburg-Strelitz, um 1900

HRH Princess Augusta Karoline Charlotte Elizabeth Mary Sophia Louise of Cambridge (* 19. Juli 1822 in Hannover; † 5. Dezember 1916 in Neustrelitz) war als Enkelin des britischen Königs Georg III. eine Prinzessin von Großbritannien und Irland sowie Hannover und durch Heirat Großherzogin von Mecklenburg-Strelitz.

## Leben
Augusta Karoline war die älteste Tochter von Prince Adolphus Frederick, 1. Duke of Cambridge (1774–1850), und dessen Gattin Prinzessin Auguste von Hessen (1797–1889), Tochter des Landgrafen Friedrich von Hessen-Kassel-Rumpenheim und der Caroline Polyxene von Nassau-Usingen. Sie wuchs in Hannover auf, wo ihr Vater als Generalstatthalter fungierte und ab 1831 als Vizekönig von Hannover eingesetzt war.
Am 28. Juni 1843 heiratete Augusta Karoline in London ihren Cousin (ersten Grades) Erbprinz Friedrich Wilhelm von Mecklenburg-Strelitz (1819–1904), Sohn des Großherzogs Georg und der Prinzessin Marie von Hessen-Kassel. Aus der Ehe gingen zwei Söhne hervor, von denen nur Prinz Adolf Friedrich überlebte.
Obwohl Augusta Karoline den größten Teil ihres Lebens in Deutschland verbrachte, hielt sie private Kontakte zur königlichen Familie weiterhin aufrecht. Nach dem Tod ihrer Mutter († 1889) erbte sie ein Haus in der Nähe des Buckingham Palace, wo sie einen Teil des Jahres verbrachte, bis es ihre Gesundheit ihr unmöglich machte, auf Reisen zu gehen. Zu den Krönungsvorbereitungen für König Eduard VII. (1841–1910) und seine Gattin Alexandra von Dänemark (1844–1925) am 9. August 1902 wurde sie vom Earl Marshal Henry Fitzalan-Howard, 15. Duke of Norfolk, nach der Etikette befragt. Da es keine Aufzeichnungen von der Krönung der Königin Victoria im Jahre 1837 gab, konnte sie Auskunft über die Details angeben. Ein besonderes freundschaftliches Verhältnis hatte sie zu ihrer Nichte und späteren Königin, Mary (1867–1953). An deren Krönung am 22. Juni 1911 in der Westminster Abbey konnte sie aus gesundheitlichen Gründen nicht teilnehmen. Während des Ersten Weltkriegs konnte der Briefkontakt zur britischen Königin nur über die Schweizer Botschaft aufrechterhalten werden.
Großherzogin Augusta Karoline von Mecklenburg-Strelitz starb in Neustrelitz und wurde auf der Schlossinsel Mirow in der Gruft Mirower
Johanniterkirche beigesetzt.

## Das Eierlieschen

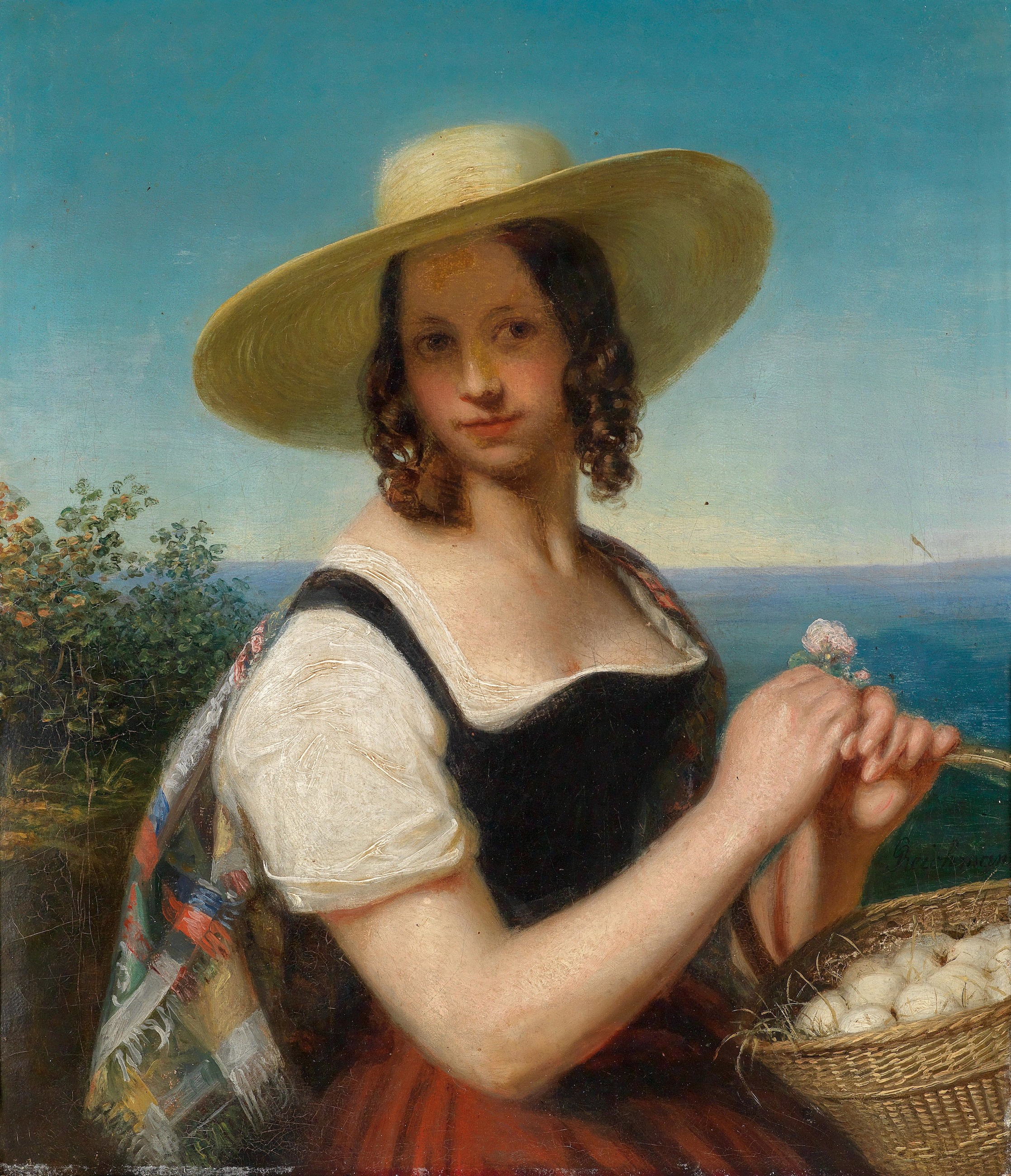
Das Eierlieschen

Der deutsche Maler Georg Friedrich Reichmann (1798–1853) porträtierte Augusta Karoline von Cambridge in seinem Ölgemälde Das Eierlieschen. Reichmann hatte Augusta Karoline bereits zwischen 1825 und 1830 im Kindesalter in biedermeierlich-bürgerlicher Kleidung auf der Leinwand festgehalten.

## Orden und Ehrenzeichen
- Companion des Order of the Crown of India[5]
- Russischer Orden der Heiligen Katharina, Großes Kreuz
- Louisenorden, I. Klasse
- Hausorden vom Goldenen Löwen
- Verdienstkreuz für Frauen und Jungfrauen